# Red River (plaats)
Red River is een plaats (town) in de Amerikaanse staat New Mexico, en valt bestuurlijk gezien onder Taos County.

## Demografie
Bij de volkstelling in 2000 werd het aantal inwoners vastgesteld op 484.
In 2006 is het aantal inwoners door het United States Census Bureau geschat op 492, een stijging van 8 (1,7%).

## Geografie
Volgens het United States Census Bureau beslaat de plaats een oppervlakte van
2,6 km², geheel bestaande uit land. Red River ligt op ongeveer 2643 m boven zeeniveau.

## Plaatsen in de nabije omgeving
De onderstaande figuur toont nabijgelegen plaatsen in een straal van 36 km rond Red River.